# (6089) Izumi
(6089) Izumi (1989 AF1) – planetoida z pasa głównego asteroid okrążająca Słońce w ciągu 3,23 lat w średniej odległości 2,18 j.a. Odkryta 5 stycznia 1989 roku.